# Kvalheim
Kvalheim – wieś w zachodniej Norwegii, w okręgu Sogn og Fjordane, w gminie Vågsøy. Miejscowość leży na zachodniej stronie wyspy Vågsøy, nad zatoką Morza Północnego Kvalheimsvika, przy norweskiej drodze krajowej nr 600. Kvalheim znajduje się 6 km na zachód od wsi Raudeberg i około 12 km na północny zachód od centrum administracyjnego gminy – Måløy. 
W pobliżu miejscowości znajdują się dwie latarnie morskie – Hendanes wybudowana w 1914 roku oraz Kråkenes wybudowana w 1906 roku. Miejscowość jest wymieniona w źródłach historycznych pochodzących z XIV wieku.
W 2001 roku wieś liczyła 163 mieszkańców.